# Walter Turszinsky
Walter Turszinsky né le 9 janvier 1874 à Dantzig, Royaume de Prusse, Empire allemand (aujourd'hui Gdańsk, en Pologne) et mort le 21 mai 1915 à Berlin, Empire allemand était un réalisateur, écrivain, journaliste et scénariste allemand.

## Biographie
Il arriva en 1892 à Berlin où il fut journaliste. Il fut par exemple le correspondant du Neuen Hamburger Zeitung.
En 1906, dans le cadre de la collection Großstadt-Dokumente (de) initiée par Hans Ostwald (de), qui visait à légitimer la vie culturelle de Berlin, par rapport à celle de Vienne, plus ancienne, Walter Turszinsky écrivit un ouvrage sur le théâtre berlinois.
Avec Freiherr von Schlicht, il créa au Friedrich-Wilhelmstädtischen Theater (de) une pièce en trois actes intitulée Seine Hoheit. Il travailla aussi avec d'autres personnalités comme Hans L’Arronge (de).
Il découvrit le cinéma en 1912 et travailla, entre autres, avec Carl Wilhelm, Jacques Burg (de) ou Robert Wiene

## Œuvres
- 1905 : Komödie (avec Jacques Burg (de))
- 1906 : Der alte Löwinfohn
- 1907 : Menschen im Schatten
- 1908 : Der Kaisertoast avec le baron von Schlicht

## Filmographie
- 1914 : The Firm Gets Married (en)
- 1915 : Arme Marie
- 1915 : Die Konservenbraut